# Numer E

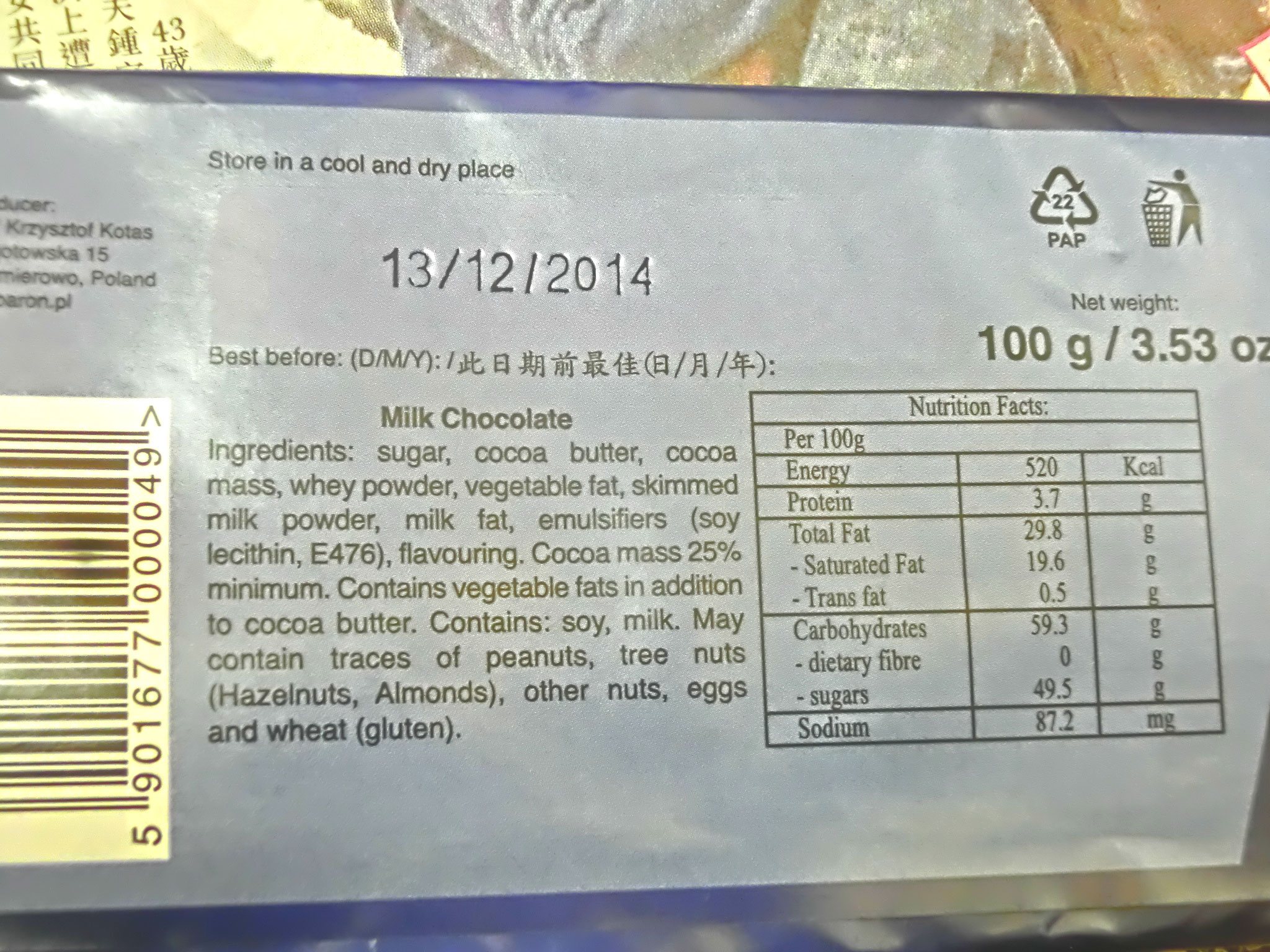
Numer E w wykazie składników żywności, umieszczonym na opakowaniu

Numer E – kod dodatku do żywności uznanego przez wyspecjalizowane instytucje Unii Europejskiej za bezpieczny i dozwolony do użycia. Nazwa pochodzi od kontynentu (Europy).
Wykaz tych numerów (zwany listą E) jest sporządzany przez Europejski Urząd ds. Bezpieczeństwa Żywności (wcześniej przez Komitet Naukowy ds. Żywności, Scientific Committee on Food) i następnie dołączany do odpowiedniej dyrektywy Komisji Europejskiej, która podlega zaaprobowaniu przez Parlament Europejski. Zgodnie z definicją użytą w tej dyrektywie dodatek do żywności może być dopisany do listy, gdy:
- istnieje technologiczna konieczność jego użycia
- nie służy on do wprowadzania w błąd konsumentów
- udowodniono, że jego użycie nie stanowi ryzyka dla zdrowia konsumenta.

Chociaż wszystkie dodatki na liście są zasadniczo bezpieczne, istnieją na ten temat liczne kontrowersje. Obowiązek umieszczania na etykietach numerów E umożliwia konsumentom unikanie produktów, w których są niechciane dodatki do żywności.
Lista E nie obejmuje dodatków smakowo-zapachowych identycznych z naturalnymi, których zgodnie z prawem unijnym nie trzeba specyfikować, gdy ich stężenie nie przekracza 1% masy produktu.
Dopuszczalne w Polsce ilości dodatków do żywności określają rozporządzenia Ministra Zdrowia z dnia 22 listopada 2010 w sprawie dozwolonych substancji dodatkowych oraz z dnia 22 kwietnia 2011 zmieniające rozporządzenie w sprawie dozwolonych substancji dodatkowych.
| 100–199   | barwniki                                        |
| 200–299   | konserwanty                                     |
| 300–399   | przeciwutleniacze i regulatory kwasowości       |
| 400–499   | emulgatory, środki spulchniające, żelujące itp. |
| 500–599   | środki pomocnicze                               |
| 600–699   | wzmacniacze smaku                               |
| 900–999   | środki słodzące, nabłyszczające i inne          |
| 1000–1999 | stabilizatory, konserwanty, zagęstniki i inne   |